# Tilde (nome)
Tilde  è un nome proprio di persona italiano femminile.

## Varianti
- Femminili: Tilda

## Origine e diffusione
Si tratta sostanzialmente di un diminutivo del nome Matilde; può comunque costituire un diminutivo anche di Batilde, Clotilde e altri nomi di origine germanica composti da un primo elemento che termina in T seguito dal termine hild, "battaglia".
È usato anche in diverse lingue al di fuori dell'italiano; il diminutivo analogo Tilda è invece proprio di altre lingue straniere, essendo più raro in italiano.

## Onomastico
L'onomastico si può festeggiare lo stesso giorno del nome Matilde, ovverosia generalmente il 14 marzo, in ricordo di santa Matilde di Ringelheim.

## Persone

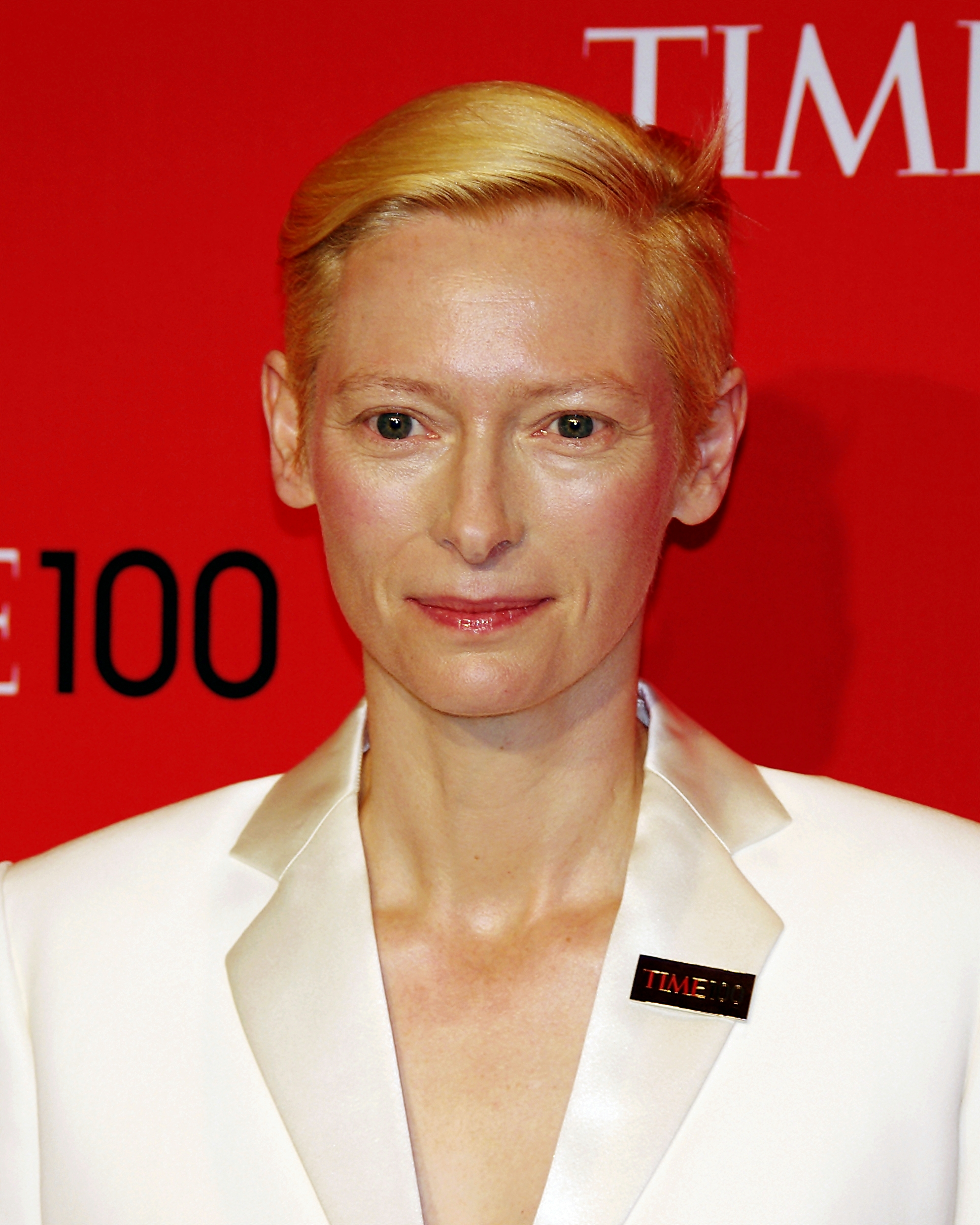
Tilda Swinton

- Tilde Corsi, produttrice cinematografica italiana

### Variante Tilda
- Tilda Swinton, attrice britannica